# Chicago Justice
Chicago Justice es un drama legal creado por Dick Wolf para la cadena NBC. Se trata del cuarto elemento en la franquicia de series ambientadas en Chicago y un spin-off de Chicago P.D.
En Latinoamérica fue estrenada el 23 de abril de 2017 en Universal Channel.
El 22 de mayo de 2017, la serie fue cancelada por la NBC tras una temporada.

## Argumento
La serie sigue a un grupo de fiscales e investigadores de Chicago mientras navegan por las turbulentas aguas de la política de la ciudad y hacen frente a controvertidos casos y la cobertura de los medios de comunicación, en su búsqueda de la justicia.

## Reparto
- Philip Winchester como Peter Stone.
- Joelle Carter como Lori Nagle.
- Jon Seda como Antonio Dawson.
- Monica Barbaro como Anna Valdez.
- Carl Weathers como Mark Jefferies.

### Recurrentes
- Lindsey Pearlman como Joy Fletcher.

## Episodios

### Episodio introductorio (2016)
| N.º en serie | N.º en temp. | Título    | Dirigido por     | Escrito por                                                                   | Fecha de emisión original | Audiencia (millones) |
| ------------ | ------------ | --------- | ---------------- | ----------------------------------------------------------------------------- | ------------------------- | -------------------- |
| 59           | 21           | «Justice» | Jean de Segonzac | Historia por: Dick Wolf Guion por: Michael Brandt, Derek Haas & Matt Olmstead | 11 de mayo de 2016        | 6.75                 |

### Primera temporada (2017)
| N.º | Título                  | Dirigido por     | Escrito por                                                                | Fecha de emisión original | Audiencia (millones) |
| --- | ----------------------- | ---------------- | -------------------------------------------------------------------------- | ------------------------- | -------------------- |
| 1 | «Fake» «Falsa»          | Donald Petrie    | Michael Chernuchin                                                         | 1 de marzo de 2017        | 8.73                 |
| Nota: Este episodio finaliza un cruce que comienza con «Deathtrap» de Chicago Fire y continúa con «Emotional Proximity» de Chicago P.D. |                         |                  |                                                                            |                           |                      |
| 2 | «Uncertainty Principle» | Norberto Barba   | William N. Fordes                                                          | 5 de marzo de 2017        | 7.21                 |
| 3 | «See Something»         | Fred Berner      | Historia por: Dick Wolf & Michael Chernuchin Guion por: Michael Chernuchin | 7 de marzo de 2017        | 6.07                 |
| 4 | «Judge Not»             | Elodie Keene     | April Fitzsimmons                                                          | 12 de marzo de 2017       | 6.42                 |
| 5 | «Friendly Fire»         | Stephen Cragg    | Richard Sweren & April Fitzsimmons                                         | 19 de marzo de 2017       | 5.74                 |
| 6 | «Dead Meat»             | Eriq La Salle    | Lawrence Kaplow                                                            | 26 de marzo de 2017       | 5.84                 |
| 7 | «Double Helix»          | Donald Petrie    | Elizabeth Rinehart                                                         | 2 de abril de 2017        | 5.91                 |
| 8 | «Lily's Law»            | Donald Petrie    | Allison Intrieri                                                           | 9 de abril de 2017        | 5.53                 |
| 9 | «Comma»                 | Alex Zakrzewski  | Michael Chernuchin & Allison Intrieri                                      | 16 de abril de 2017       | 4.93                 |
| 10 | «Drill»                 | Vincent Misiano  | Richard Sweren                                                             | 23 de abril de 2017       | 5.63                 |
| 11 | «AQD»                   | Victor Nelli Jr. | Lawrence Kaplow & Elizabeth Rinehart                                       | 30 de abril de 2017       | 6.15                 |
| 12 | «Fool Me Twice»         | Martha Mitchell  | Bill Chais & William N. Fordes                                             | 7 de mayo de 2017         | 5.35                 |
| 13 | «Tycoon»                | Fred Berner      | Bill Chais                                                                 | 14 de mayo de 2017        | 5.73                 |

## Producción

### Desarrollo
El 21 de enero de 2016 se dio a conocer que la NBC estaba desarrollando un proyecto bajo el nombre de Chicago Law como el cuarto elemento de la franquicia conocida como One Chicago, usando la misma metodología utilizada para Chicago P.D. y Chicago Med, utilizando un piloto plantado en Chicago P.D.
El 23 de febrero se dio a conocer que Jean de Segonzac fue contratado para dirigir el vigésimo primer episodio de la tercera temporada de Chicago P.D., que serviría como episodio piloto para la serie.
El 12 de marzo, el proyecto obtuvo oficialmente el nombre de Chicago Justice. El 12 de mayo, la NBC eligió el piloto para desarrollar una serie, que fue relegada para mitad de la temporada 2016-2017.

### Casting
El 19 de febrero de 2016, Philip Winchester fue el primer miembro del reparto en ser confirmado. El 11 de marzo, fue anunciado que Nazneen Contractor fue elegida para interpretar a la asistente de Fiscal Dawn Harper. Tres días después, Joelle Carter fue dada a conocer como la intérprete de Lori Nagle. El 19 de marzo, Dick Wolf confirmó que Carl Weathers formaría parte del elenco de la serie. Dos días después se confirmó que Lorraine Toussaint aparecería como estrella invitada interpretando a Shambala Green, personaje que interpretó en Law & Order. El 24 de marzo, se dio a conocer que Ryan-James Hatanaka fue contratado para interpretar a Daren Okada.
El 7 de julio se dio a conocer que Contractor dejaría la serie. El 25 de agosto, Monica Barbaro fue elegida como parte del elenco principal de la serie para interpretar un personaje similar al que desempeñó Contractor en el episodio piloto. El 28 de septiembre, se dio a conocer que Jon Seda formaría parte del elenco con su personaje de Antonio Dawson, formalizando su salida de "Chicago P.D." y reemplazando a Ryan-James Hatanaka.

## Recepción

### Críticas
En Rotten Tomatoes, el espectáculo tiene una puntuación de 67% basado en 9 críticas, con una calificación promedio de 5.21/10. En Metacritic, el espectáculo tiene una puntuación de 57 sobre 100, basado en 9 críticos, lo que indica "críticas mixtas o promedio" en general.

### Índices de audiencia
| Ep. N° | Episodio                | Fecha de emisión    | Rating/share (18–49) | Espectadores (en millones) | DVR (18–49) | Espectadores en DVR (en millones) | Total (18–49) | Total de espectadores (en millones) |
| ------ | ----------------------- | ------------------- | -------------------- | -------------------------- | ----------- | --------------------------------- | ------------- | ----------------------------------- |
| 1      | "Fake"                  | 1 de marzo de 2017  | 1.7/7                | 8.73                       | —           | —                                 | —             | —                                   |
| 2      | "Uncertainty Principle" | 5 de marzo de 2017  | 1.4/4                | 7.21                       | —           | —                                 | —             | —                                   |
| 3      | "See Something"         | 7 de marzo de 2017  | 1.3/5                | 6.07                       | 0.7         | 3.22                              | 2.0           | 9.28                                |
| 4      | "Judge Not"             | 12 de marzo de 2017 | 1.2/4                | 6.42                       | —           | 2.34                              | —             | 8.77                                |
| 5      | "Friendly Fire"         | 19 de marzo de 2017 | 1.0/4                | 5.74                       | 0.6         | 2.64                              | 1.6           | 8.38                                |
| 6      | "Dead Meat"             | 26 de marzo de 2017 | 1.0/4                | 5.84                       | 0.6         | 2.65                              | 1.6           | 8.49                                |
| 7      | "Double Helix"          | 2 de abril de 2017  | 0.9/3                | 5.91                       |             |                                   |               |                                     |
| 8      | "Lily's Law"            | 9 de abril de 2017  | 1.0/4                | 5.53                       |             |                                   |               |                                     |
| 9      | "Comma"                 | 16 de abril de 2017 |                      |                            |             |                                   |               |                                     |
| 10     | "Drill"                 | 23 de abril de 2017 |                      |                            |             |                                   |               |                                     |
| 11     | "AQD"                   | 30 de abril de 2017 |                      |                            |             |                                   |               |                                     |
| 12     | "Fool Me Twice"         | 7 de mayo de 2017   |                      |                            |             |                                   |               |                                     |